# SN 2004aq
SN 2004aq – supernowa typu II odkryta 2 marca 2004 roku w galaktyce NGC 4012. W momencie odkrycia miała maksymalną jasność 17,50m.